# Monasterio de Cârţa
El monasterio de Cârța /ˈkɨrʦa/ (en rumano: Mănăstirea Cârța) es un antiguo monasterio cisterciense en la región Țara Făgărașului en el sur de Transilvania (Rumania). En la actualidad está consagrada como iglesia luterana evangélica perteneciente a la comunidad local de los sajones. Se encuentra en la margen izquierda del río Olt, entre las ciudades de Sibiu y Făgăraş, cerca de las localidades de Cârța y Cârțișoara. El monasterio fue fundado en 1198 por los monjes de la abadía Igriș, y se disolvió en 1494. El monasterio cisterciense colaboró en el desarrollo del arte gótico francés en la región.

## Historia del edificio
Los primeros edificios del monasterio fueron construidos, según las costumbres cistercienses, utilizando materiales perecederos, probablemente madera. Estos pueden ser fechados con facilidad, ya que se construyeron en el período de fundación (1205–1206). Unos años más tarde, aproximadamente 1210–1215, se construyó una capilla de piedra, el oratorio, cerca de los edificios de madera originales. Los cimientos de esta capilla de pequeña dimensión (alrededor de 8-10 metros) y muros macizos, fueron redescubiertos en la primavera de 1927 por el historiador del arte sajón transilvano y el arqueólogo Victor Roth. Además, se llevaron a cabo investigaciones posteriores en el período 1983-1985 para estudiar mejor estos restos.
La construcción del edificio principal de piedra comenzó un poco más tarde, probablemente entre 1220 y 1230. La construcción se planificó en dos etapas, separadas por la Gran invasión de los mongoles de 1241. En la primera etapa de la construcción, los elementos principales son de influencia románica. Se trazó el plan general y se levantaron los muros hasta una altura de unos 3-4 metros. En 1260, las obras se reiniciaron bajo un nuevo arquitecto formado en la madurez arquitectura gótica, con la ayuda de un nuevo taller de albañiles. Durante este período, el antiguo oratorio de piedra fue desmantelado y en sus cimientos se construyó una parte del ala norte del crucero y una parte del coro con el poligonal ábside.
Alrededor de 1300, la iglesia y el ala este del monasterio de Cârța ya estaban terminadas y las obras en el lado sur continuaron durante aproximadamente dos décadas.

## Dueños del monasterio
Un documento emitido el 29 de enero de 1322 por el rey Carlos I de Hungría afirma que diez aldeas estaban en posesión del monasterio cisterciense de Cârța: Cârța, Criț, Meșendorf, Cloașterf, Apoș, Cisnădioara, Feldioara, Colun, Glâmboaca y Cârțișoara que corresponden al área entre ciudades actuales de Sibiu y Brașov y el río Târnava.

## En la cultura popular

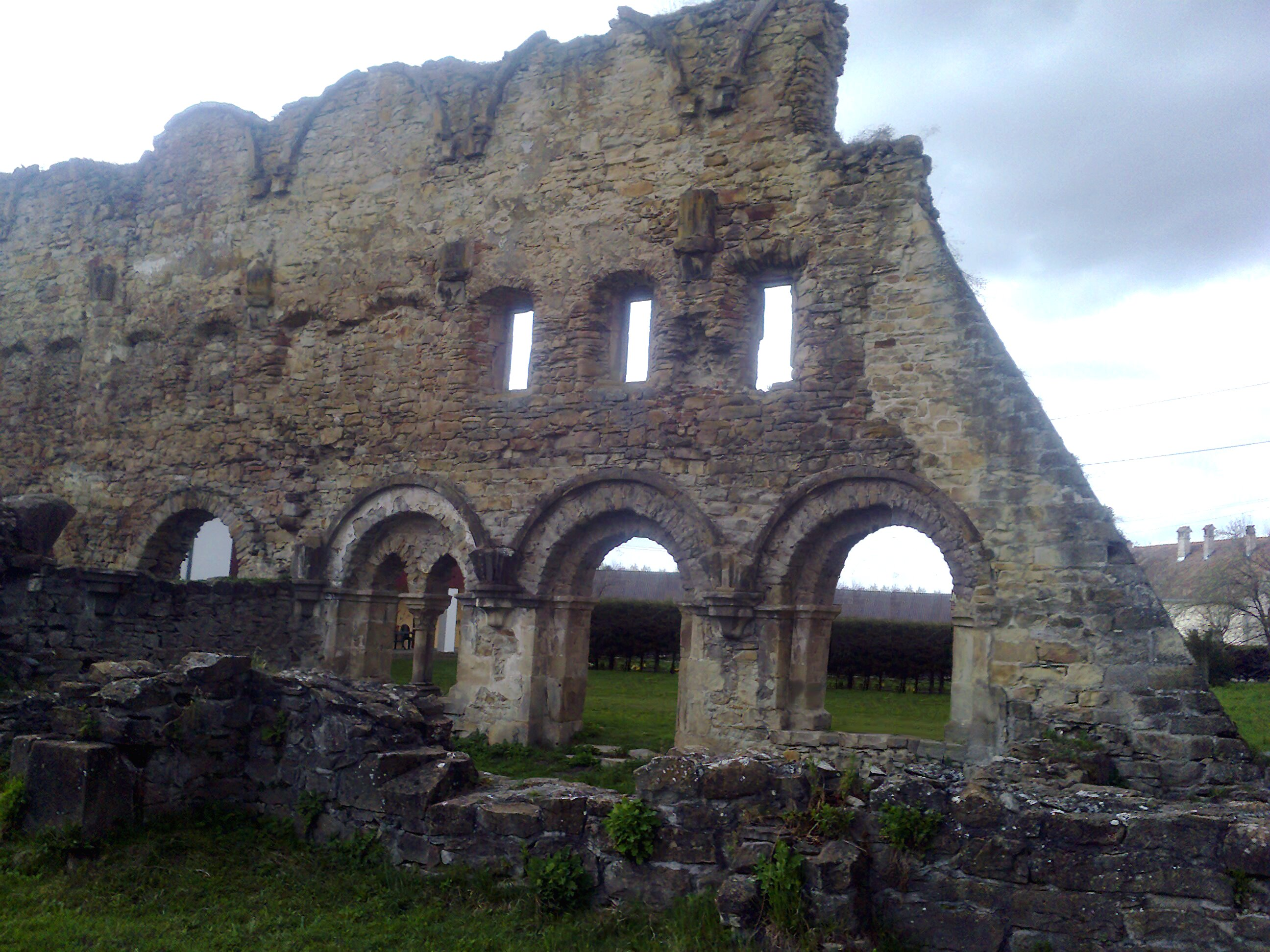
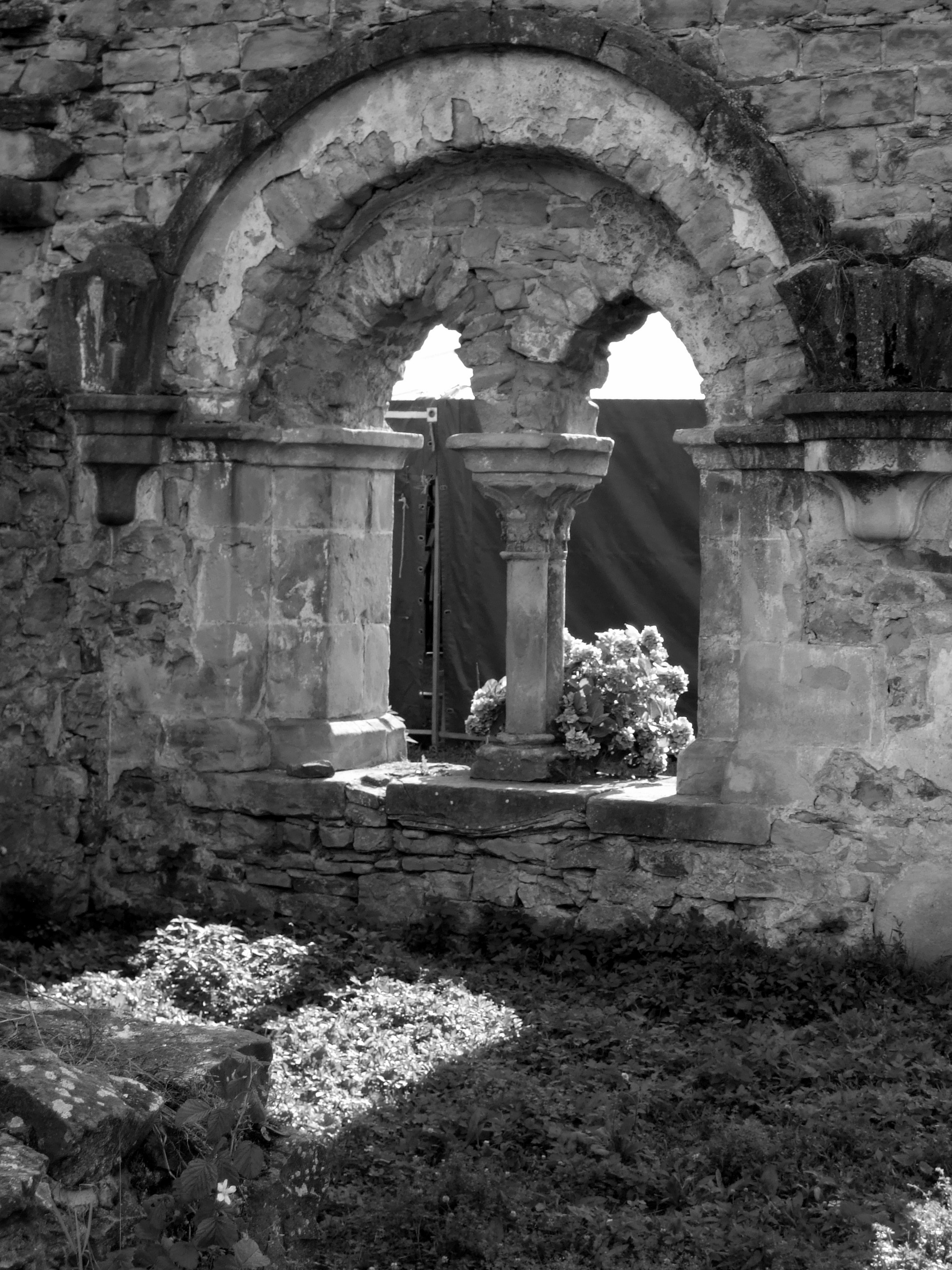
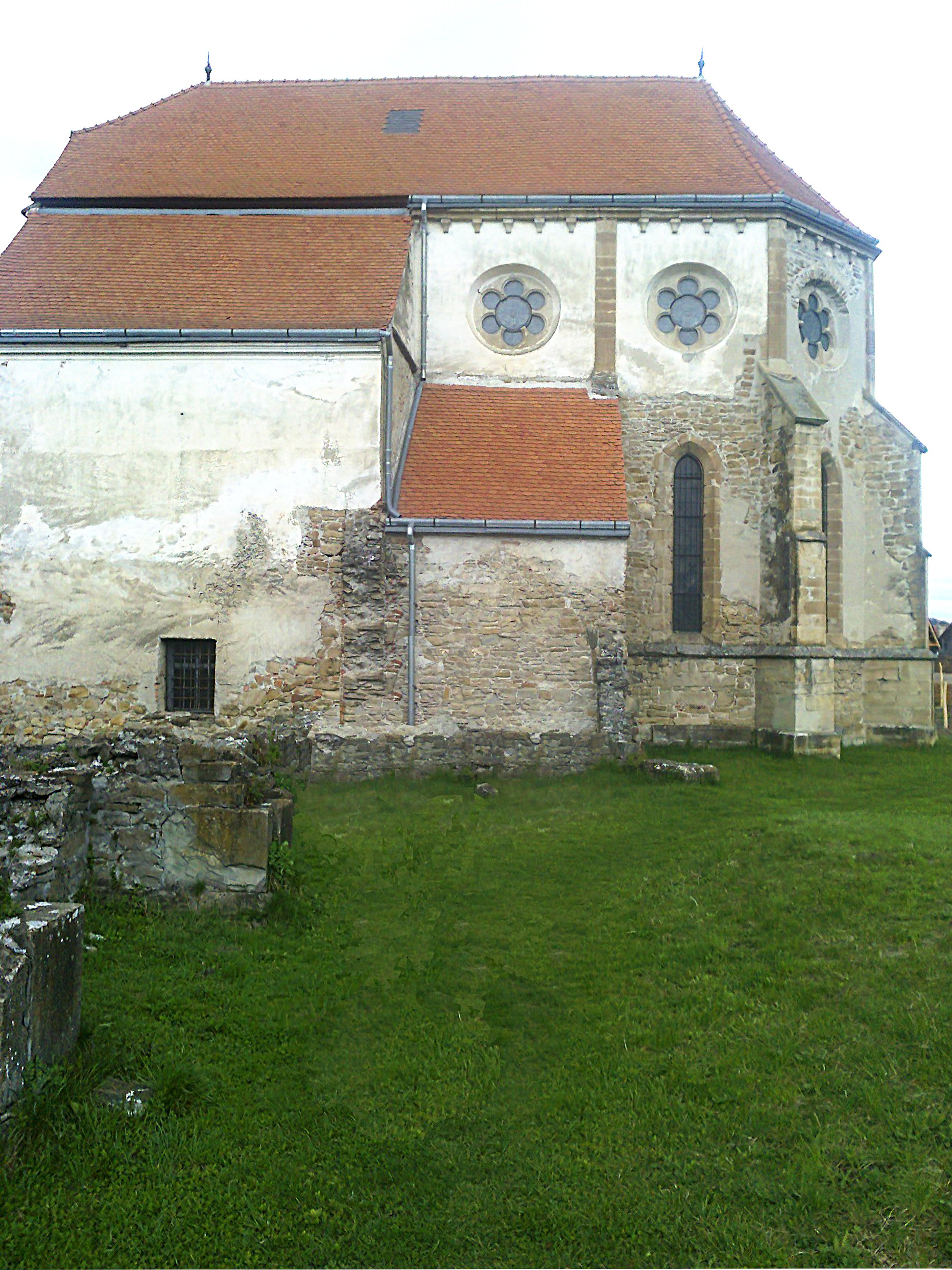
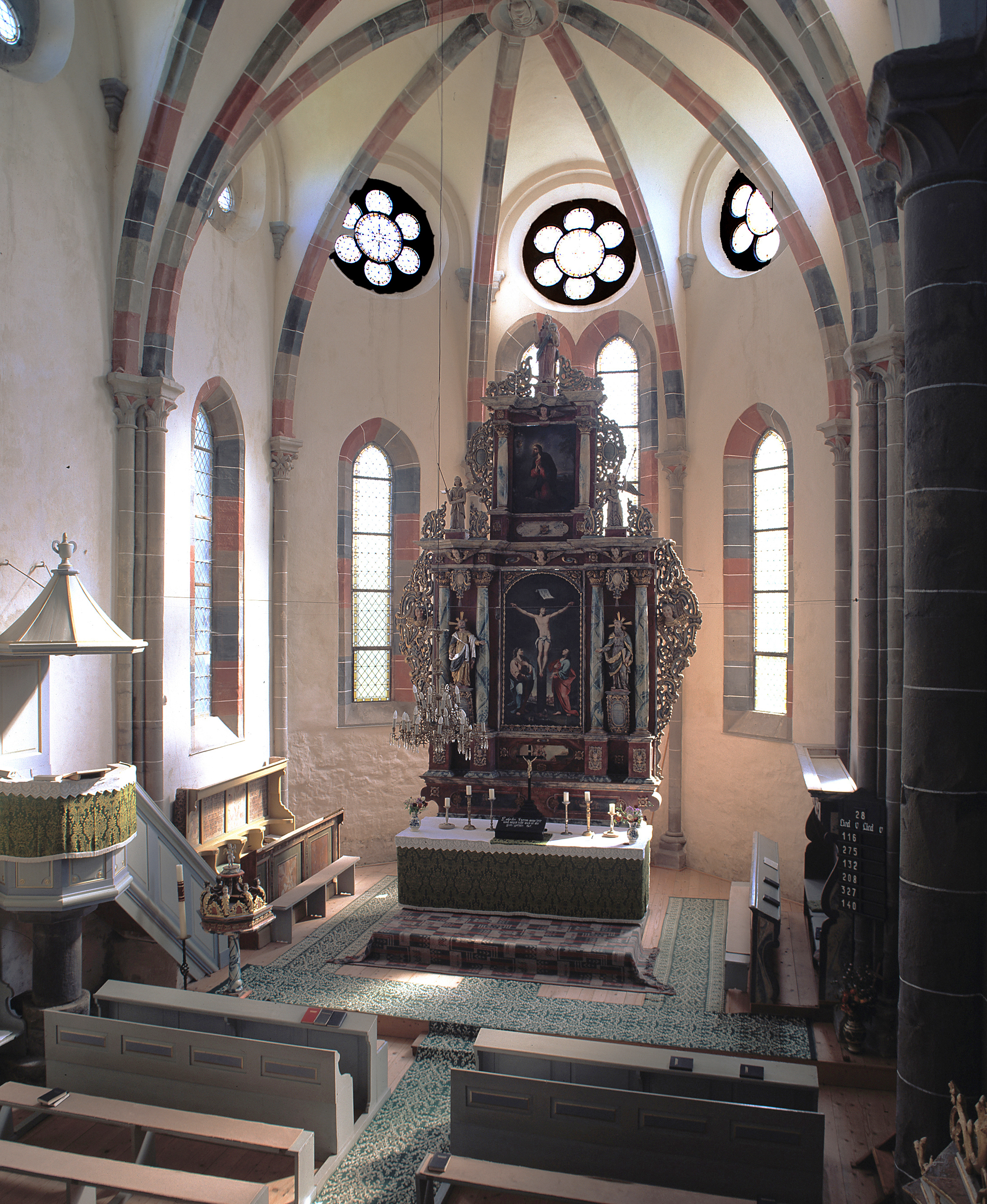
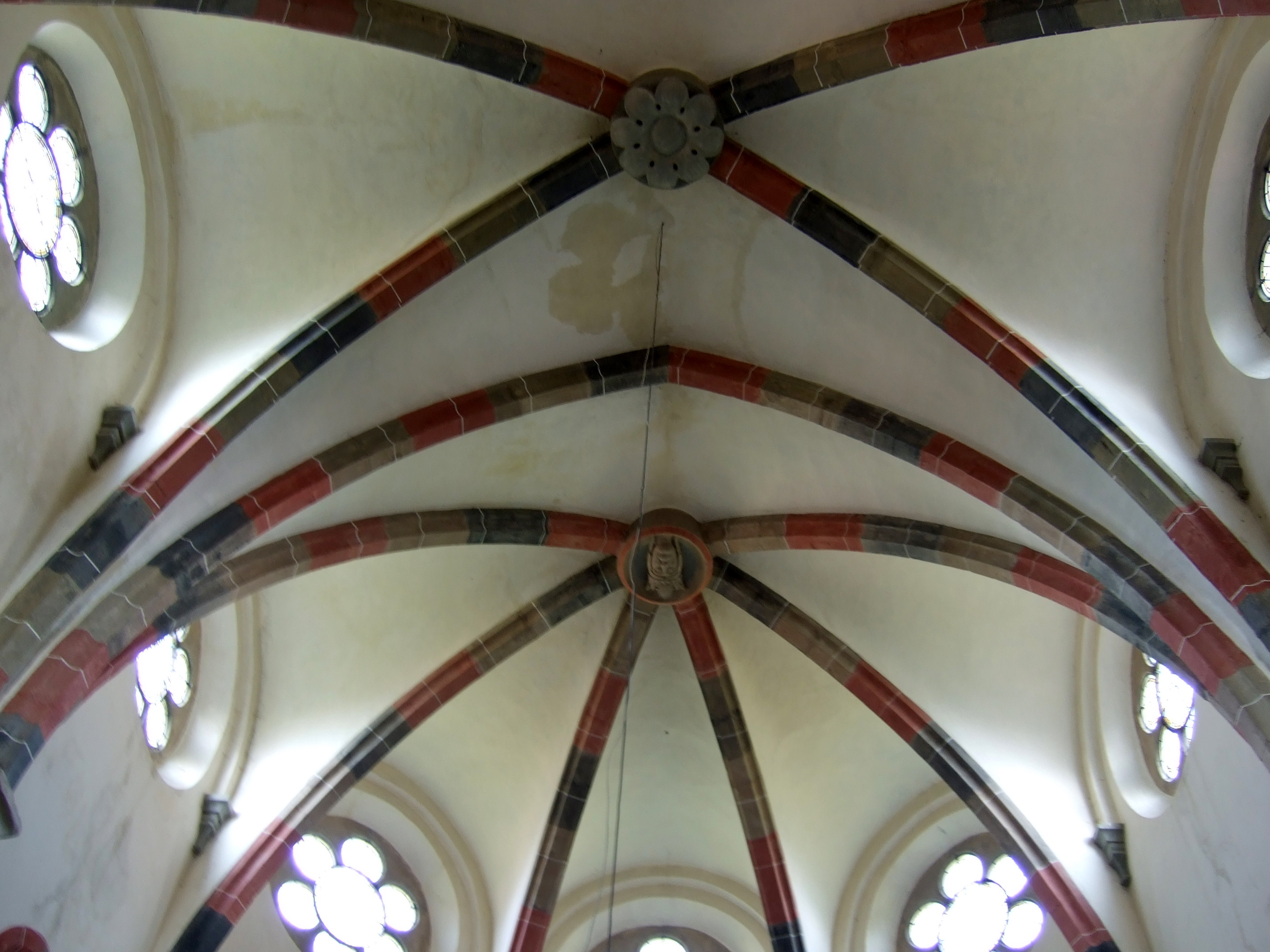

En 2018, el monasterio fue lugar donde se inspiró el rodaje de la película de terror La monja. 